# Área salvaje Tatoosh
El área salvaje Tatoosh (del inglés: Tatoosh Wilderness) es un área salvaje en el estado de Washington, en la región del Pacífico Noroeste de los Estados Unidos. En 1984 el Congreso la declaró oficialmente como área salvaje y es administrada por el Servicio Forestal de los Estados Unidos y protege  64,0 km².
El área salvaje Tatoosh es gestionada por el Servicio Forestal de los Estados Unidos.

## Historia
Tatoosh significa «pecho» en la jerga Chinook, en referencia a los dos grandes afloramientos de roca en la cara sur del pico Butter.
En 1932 se erigió un puesto de observación de incendios. Martha Hardy se encontraba en ese puesto de observación y escribió más tarde sobre sus experiencias en el lugar, en un libro llamado Tatoosh (ISBN 0-89886-005-9).
El área salvaje Tatoosh es accesible desde el norte de la montaña, desde el parque nacional del Monte Rainier y desde el sur por el camino de los lagos Tatoosh. Un espolón de los lagos Tatoosh se extiende hasta la ubicación del puesto de observación de incendios donde Martha Hardy escribió, aunque sólo subsisten los cimientos del edificio.